# Kootenay (circonscription britanno-colombienne)
Pour les articles homonymes, voir Kootenay (homonymie).
Circonscription électorale provinciale du Canada
Kootenay est une ancienne circonscription provinciale de la Colombie-Britannique représentée à l'Assemblée législative de la Colombie-Britannique de 1871 à 1890 et de 1966 à 2001
La circonscription est l'une des douze première circonscriptions de la Colombie-Britannique.

## Géographie
La circonscription était située dans la région de Kootenay. Divisée parmi East Kootenay et West Kootenay, la circonscription de Kootenay réapparaît en 1966 avec seulement le territoire représenté par East Kootenay.

## Liste des députés
1871-1882
| Législature | Années    | Député   | Député            | Parti             | Député                 | Député                  | Parti             |
| Kootenay    | Kootenay  | Kootenay | Kootenay          | Kootenay          | Kootenay               | Kootenay                | Kootenay          |
| ----------- | --------- | -------- | ----------------- | ----------------- | ---------------------- | ----------------------- | ----------------- |
| 1re         | 1871–1875 |          | John Andrew Mara  | Indépendant       |                        | Charles Todd            | Indépendant       |
| 2e          | 1875–1876 |          | Charles Gallagher | Caucus réformiste |                        | Arthur Wellesley Vowell | Caucus réformiste |
| 2e          | 1876-1877 |          | Charles Gallagher | Caucus réformiste | William Cosgrove Milby | Gouvernement            |                   |
| 2e          | 1877-1878 |          | Charles Gallagher | Caucus réformiste | Robert L. T. Galbraith | Opposition              |                   |
| 3e          | 1878–1881 |          | Charles Gallagher | Opposition        | Robert L. T. Galbraith | Opposition              |                   |

1882-1890
| 4e                                                          | 1882-1886 |  | Robert L. T. Galbraith | Gouvernement |
| 5e                                                          | 1886–1890 |  | James Baker            | Gouvernement |
| Circonscription abolie, voir East Kootenay et West Kootenay |           |  |                        |              |

1966-1991
| Législature                                                          | Années                                       | Député                                       | Député                                       | Parti                                        |                                              |                                              |                                              |                                              |                                              |                                              |
| Circonscription issue de Cranbrook et Fernie                         | Circonscription issue de Cranbrook et Fernie | Circonscription issue de Cranbrook et Fernie | Circonscription issue de Cranbrook et Fernie | Circonscription issue de Cranbrook et Fernie | Circonscription issue de Cranbrook et Fernie | Circonscription issue de Cranbrook et Fernie | Circonscription issue de Cranbrook et Fernie | Circonscription issue de Cranbrook et Fernie | Circonscription issue de Cranbrook et Fernie | Circonscription issue de Cranbrook et Fernie |
| -------------------------------------------------------------------- | -------------------------------------------- | -------------------------------------------- | -------------------------------------------- | -------------------------------------------- | -------------------------------------------- | -------------------------------------------- | -------------------------------------------- | -------------------------------------------- | -------------------------------------------- | -------------------------------------------- |
| 28e                                                                  | 1966–1969                                    |                                              | Leo Thomas Nimsick                           | Néo-démocrate                                |                                              |                                              |                                              |                                              |                                              |                                              |
| 29e                                                                  | 1969–1972                                    |                                              | Leo Thomas Nimsick                           | Néo-démocrate                                |                                              |                                              |                                              |                                              |                                              |                                              |
| 30e                                                                  | 1972–1975                                    |                                              | Leo Thomas Nimsick                           | Néo-démocrate                                |                                              |                                              |                                              |                                              |                                              |                                              |
| 31e                                                                  | 1975–1979                                    |                                              | George Wayne Haddad                          | Créditiste                                   |                                              |                                              |                                              |                                              |                                              |                                              |
| 32e                                                                  | 1979–1983                                    | Terence Patrick Segarty                      |                                              | Créditiste                                   |                                              |                                              |                                              |                                              |                                              |                                              |
| 33e                                                                  | 1983–1986                                    | Terence Patrick Segarty                      |                                              | Créditiste                                   |                                              |                                              |                                              |                                              |                                              |                                              |
| 34e                                                                  | 1986–1991                                    |                                              | Kathleen Anne Edwards                        | Néo-démocrate                                |                                              |                                              |                                              |                                              |                                              |                                              |
| 35e                                                                  | 1991–1996                                    |                                              | Kathleen Anne Edwards                        | Néo-démocrate                                |                                              |                                              |                                              |                                              |                                              |                                              |
| 36e                                                                  | 1996–2001                                    |                                              | Erda Walsh                                   | Néo-démocrate                                |                                              |                                              |                                              |                                              |                                              |                                              |
| Circonscription abolie, voir East Kootenay et West Kootenay-Boundary |                                              |                                              |                                              |                                              |                                              |                                              |                                              |                                              |                                              |                                              |

## Résultats électoraux
1966-1991
1871-1890